# 97. Jäger Division
A 97. Jäger-Division foi uma unidade militar que serviu no Exército alemão durante a Segunda Guerra Mundial.
Foi criada originalmente com a designação de 97ª Divisão de Infantaria Leve no dia 10 de dezembro de 1940 nas proximidades de Bad Tölz, sendo redesginado 97. Jäger-Division no dia 6 de julho de 1942.
A 97. Jäger-Division lutou na ofensiva de Kursk, onde sofreu pesadas baixas. Foi transferido para o Baixo Dnieper, lutando enquanto recuava através da Ucrânia. A divisão foi transferida para a Eslováquia no mês de outubro de 1944 e se rendeu para o Exército Vermelho próximo de Deutsch Brod no mês de maio de 1945.

## Comandantes
| Comandante                                     | Data                                           |
| 97ª Divisão de Infantaria Leve                 | 97ª Divisão de Infantaria Leve                 |
| ---------------------------------------------- | ---------------------------------------------- |
| Generaloberst Walter Weiß                      | 15 de dezembro de 1940 - 15 de janeiro de 1941 |
| General der Infanterie Sigismund von Förster   | 15 de janeiro de 1941 - 15 de abril de 1941    |
| General der Artillerie Maximilian Fretter-Pico | 15 de abril de 1941 - 27 de dezembro de 1941   |
| Generalleutnant Ernst Rupp                     | 1 de janeiro de 1942 - ? de julho de 1942      |
| 97. Jäger-Division                             |                                                |
| Generalleutnant Ernst Rupp                     | ? de julho de 1942 - 30 de maio de 1943        |
| Generalmajor Friedrich-Wilhelm Otte            | 30 de maio de 1943 - 3 de junho de 1943        |
| General der Infanterie Ludwig Müller           | 3 de junho de 1943 - 12 de dezembro de 1943    |
| Generalleutnant Friedrich Rabe von Pappenheim  | 13 de dezembro de 1943 - 17 de abril de 1945   |
| Generalmajor Robert Bader                      | 17 de abril de 1945 - 8 de maio de 1945        |

## Área de operações
| Alemanha                   | dezembro de 1940 - junho de 1941 |
| Frente Oriental, setor sul | junho de 1941 - julho de 1942    |
| Alemanha                   | dezembro de 1940 - junho de 1941 |
| Frente Oriental, setor sul | junho de 1941 - outubro de 1944  |
| Eslováquia                 | outubro de 1944 - maio de 1945   |